# .museum
.museum est un domaine de premier niveau commandité (Sponsored Top-Level Domain ou sTLD) utilisé exclusivement par des musées, des associations muséales et des membres de la profession muséale, comme ces groupes sont définis par le Conseil international des musées (International Council of Museums ou ICOM).

## Historique
Dans une action conjointe avec le J. Paul Getty Trust, le Conseil international des musées a créé l'Association de gestion du domaine .museum (Museum Domain Management Association ou MuseDoma), présidée par Cary Karp, dans le but de soumettre une demande à l'ICANN pour la création du nom de domaine .museum et de gérer ce domaine si la demande était approuvée. Le domaine .museum a été entré dans les serveurs racines du DNS le 20 octobre 2001 et est devenu le premier domaine commandité de premier niveau d'Internet.

## Utilisation
L'objectif de ce domaine est d’aider les utilisateurs d'Internet en incluant, dans le nom de domaine, un indicateur réservé aux musées et dont l’utilisation est gérée par la communauté muséale. Le domaine .museum fournit aux internautes un moyen rapide et intuitif de vérifier l'authenticité d'un musée. De plus, comme l’utilisation de ce domaine est certifiée par un tiers, les musées utilisant ce domaine obtiennent un moyen de garantir aux visiteurs l’authenticité de leurs activités muséales.

## Gestion
En plus des critères d'éligibilité spécifiés dans la charte .museum, un certain nombre de conventions de dénomination s'appliquent au choix des noms des sous-domaines. Le domaine supporte les noms de domaines internationalisés comme décrit à l’adresse about.museum.
Les inscriptions au domaine sont traitées par des registrars accrédités (bureaux d'enregistrement).

## Statistiques d'usage
En janvier 2025, environ 2 300 domaines utilisent l'extension .museum.

## Source
- (en) Cet article est partiellement ou en totalité issu de l’article de Wikipédia en anglais intitulé « .museum » (voir la liste des auteurs).